# Фудзівара но Тосіюкі
Фудзівара но Тосіюкі (д/н — між 901 та 907) — середньовічний японський державний діяч, поет, каліграф періоду Хейан. Один з «36 видатних поетів Японії» (Тридцять шість безсмертних поетів).

## Життєпис
Походив з аристократичного роду Південних Фудзівара, гілки клану Фудзівара. Нащадок Фудзівара но Косемаро, третього сина впливового сановника Фудзівара но Мутімаро. Син Фудзівара но Фудзімаро, адзеті (імператорського інспектора) провінції Муцу, та доньки Кі но Натори. Про дату народження та молоді роки замало відомостей. Перша згадка відноситься до 866 року, коли він обійняв посаду заступника голови креслярів і редакторів Центрального міністерства, головою креслярів і редакторів став у 870 році.
871 року переходить до імператорського архіву (куродо-докоро). 873 року йому надано молодший п'ятий ранг й призначено другим помічником очільника Центрального міністерства. У 874 році стає помічником голови Дадзайфу. 875 року очолив бібліотечне управління (Дзусо-рьо). 878 року призначається кокусі провінції Інаба, потім дзідзю (на кшталт камергера). 879 року стає заступником голови Правої середньої палацової гвардії (у-хйоефу), а 886 року — Правої внутрішньої палацової гвардії.
З 888 року тривалий час фактично керував провінцією Бідзен на посаді суке (заступника). 894 року призначено першим помічником голови управління палацу спадкоємця трону. 895 року очолив імператорський секретаріат (куродо-гасіра). Втім лише 896 року досяг молодшого четвертого рангу. 897 року стає головою Правої середньої палацової гвардії. Помер між 901 та 907 роками.

## Творчість
Є автором віршів-вака. 28 його творів увійшло до різних збірок — «Кокін вака-сю», «Ґосен вака-сю», «Хякунін іс-сю» (№ 18). Також частково збереглася його власна збірка «Тосіюки-сю». Є автором текстів для мотомего-ута (пісня на честь принцеси), під які виконували танці на придворній пісенно-танцювальній виставі Адзума-асобі. Його вірші використано в творі «Ґендзі моноґатарі». Уславився участю в багатьох поетичних змаганнях.
Фудзівара но Тосіюкі також свого часту був відомий як майстер каліграфії.